# Вашон, Луна
Гертруда Элизабет Вашон (англ. Gertrude Elizabeth Vachon, 12 января 1962, Атланта — 27 августа 2010, Порт-Ричи, Флорида) — американо-канадская женщина-рестлер, более известная как Лу́на Вашо́н (англ. Luna Vachon). За свою 22-летнюю карьеру она выступала в таких организациях, как World Wrestling Federation (ныне WWE), Extreme Championship Wrestling, American Wrestling Association и World Championship Wrestling. Посмертно она была включена в Зал славы WWE и Зал славы рестлинга.

## Смерть
Утром 27 августа 2010 года она была найдена мертвой своей матерью в своем доме в округе Паско, Флорида. Ей было 48 лет. По данным офиса медицинского эксперта шестого округа Флориды, она умерла от «передозировки оксикодона и бензодиазепина». Следователи ранее обнаружили остатки раздавленных таблеток и соломинки для нюхания в нескольких местах в доме Вашон. В какой-то момент Вашон пристрастилась к лекарствам и прошла курс реабилитации, оплаченный WWE, который она закончила в июне 2009 года.

## Титулы и достижения
- American Wrestling Federation
  - Чемпион AWF среди женщин (1 time)
- Cauliflower Alley Club
  - Награда за женскую рестлинг (2009)
- Great Lakes Championship Wrestling
  - Чемпион GLCW среди леди (1 time)
- Ladies Major League Wrestling
  - Чемпион мира LMLW (1 time)
- Powerful Women of Wrestling
  - Командный чемпион POWW (2 times) — с Хот Род Энди
- Pro Wrestling Illustrated
  - № 306 в топ 500 рестлеров в рейтинге PWI 500 в 1995
- Professional Wrestling Hall of Fame and Museum
  - Включена в 2020 году
- Sunshine Wrestling Federation
  - Чемпион SWF среди леди (1 time)
- United States Wrestling Association
  - Чемпион USWA среди женщин (1 time)
- Wild Women of Wrestling
  - Телевизионный чемпион WWOW (1 time)
- Women Superstars Uncensored
  - Зал славы WSU (2011)
- WWE
  - Зал славы WWE (2019) Категория «Наследие»
- Другие титулы
  - Универсальный женский чемпион по хардкору[7]